# Хегар, Альфред
Эрнст Людвиг Альфред Хегар (6 января 1830, Дармштадт — 5 августа 1914, Брейсгау) — немецкий гинеколог. 
Альфред Хегар был сыном придворного врача и сельского врача Иоганна Августа Хегара (1794–1882), а также зятем директора средней школы Кристиана Босслера (1810–1877).
С 1864 года — профессор во Фрейбурге в Брейсгау. В 1894 году издавал журнал «Сексуальный импульс». Социально-медицинское исследование Альфреда Хегара выдвигало аргументы в пользу отрицательной евгеники и расовой гигиены. В 1905 году стал почётным членом «Общества расовой гигиены».
Вместе с гинекологом Рудольфом Кальтенбахом (1842—1893) он был соавтором «Оперативной гинекологии», опубликованной в трех изданиях.

## Труды
- «Der Zusammenhang d. Ge schlechts krankheiten mit nervö sen Leiden u. d. Kastration bei Neurosen» (1885).
- «Die operative Gyn ä kologie» (вместе с Кальтенбахом, 1886).
- «Kastration d. Frauen» (1878).
- «Die Entstehung, Diagnose u. chirurg. Behandlung d. Genitaltuberkulose d. W eibes» (1886).